# Crossbot
crossbot war eine redaktionell betreute Suchmaschine und Webkatalog christlicher Internet-Angebote, der von der EKD getragen wurde.
Der Name der Suchmaschine war eine Komposition aus cross, dem englischen Wort für Kreuz, welches ein zentrales Symbol des Christentums ist, und bot als Abkürzung für (Such-)Roboter, auch Webcrawler genannt. Das Angebot wollte seinen Nutzern einen schnellen Überblick über die Themengebiete christlicher Glaube, Kirche und Religion bieten. Von den Webcrawlern wurden nur Websites durchsucht, deren weltanschaulicher Standpunkt in der Sicht der Redaktion christlich ist.
Laut Jörg Schilling lieferte die Suchmaschine „qualitativ hochwertige Informationen“ und grenzte sich „klar gegen pseudoreligiöse Tendenzen ab“. Es habe sich bei Crossbot um „die weltweit größte christliche Qualitätssuchmaschine“ gehandelt.
Suchmaschine und Katalog wurden seit 2003 vom Gemeinschaftswerk der Evangelischen Publizistik und der Evangelischen Kirche in Deutschland betrieben. Nach der Anschubfinanzierung trug sich Crossbot seit 2005 angeblich selbst durch Spenden und Werbeerlöse.
Im Mai 2010 wurde die Suchmaschine eingestellt, weil ein weiterer Ausbau der Suchtechnologie nicht mehr finanzierbar gewesen sei. In dieser Zeit traf die EKD die Entscheidung, die Plattform evangelisch.de aufzubauen.

## Mediadaten
Im Katalog von Crossbot waren rund 7.000 Angebote registriert. In der Suchmaschine waren rund 822.000 Einzelseiten durchsuchbar, davon etwa 62.000 PDF-Dokumente. Nach eigenen Angaben hatte Crossbot monatlich 400.000 Page-Impressions. Crossbot war zeitweise Teil der Metasuche unter Metager.de.

## Redaktion und Qualitätsstandards
Crossbot wurde von einer theologischen Redaktion betreut, die aktiv neue Websites recherchierte und aufnahm, Domainsammlungen (Verweissammlungen) aktiv beschaffte und in den Katalog eintrug (beispielsweise alle Gemeinden einer Landeskirche), Domainanmeldungen bearbeitete, freischaltete oder zurückwies. Crossbot setzte seit dem 19. Januar 2004 weltweit als erstes den Bertelsmann-Verhaltenskodex für Suchmaschinenbetreiber „Code of Conduct“ um.
Crossbot beschränkte die von ihm indizierten Seiten auf christliche Themen. Als Richtmaß für die Listung von Einrichtungen diente dabei die Zugehörigkeit zur Arbeitsgemeinschaft Christlicher Kirchen. Andere kommerzielle und private Seiten wurden aufgenommen, wenn sie unmittelbar oder auch nur mittelbar christliche Werte, Glauben oder Kirchen thematisierten oder Hintergrundinformationen dazu lieferten. Zuletzt gab es grundlegende Informationen über nichtchristliche Religions- und Weltanschauungsgemeinschaften.
Ausgeschlossen wurden Homepages mit „rassistischem, extremistischen, sexistischem oder verleumderischen Inhalt sowie Seiten, die zu Hass und Intoleranz aufrufen“. Neben einem automatischen Filter für grobe Verstöße sortierte die Redaktion kontinuierlich auf weitere Verstöße. Besonderes Augenmerk wurde dabei auf Kinder- oder jugendgefährdende Seiten gelegt. Durch die Indizierung von „bad words“ gelang es crossbot schließlich, dass man, „selbst wenn man nach krassen Worten sucht, […] als Ergebnis Sachliches geboten“ bekam.

## Funktionen
Neben der Standard-Suche nach einem Suchbegriff konnte die Suche weiter eingegrenzt werden auf bestimmte Domains, bestimmte Postleitzahlengebiete, Konfessionen, Angebotstypen wie beispielsweise private Netzauftritte, Diakonie oder Bistum sowie Begriffskombinationen. Eine Eingabemaske für die Suche mit mehreren Faktoren bot die „Profi Suche“.
Daneben bot crossbot eine Übersicht über die Suchen anderer Nutzer in den vergangenen Minuten („Live Suche“) sowie eine Übersicht über die 50 häufigsten Suchen im laufenden Monat („Top Suche“). Neben der Suchmöglichkeit über das Crossbot-Portal gab es installierbare Browsersuchleisten für Internet Explorer, Mozilla Firefox und als Teil der Google Toolbar. Als „Sitesearch“ ließ sich crossbot als Suchmaschine an das eigene Layout angepasst in jede Website integrieren und durchsuchte dann die Inhalte dieses Angebotes.